# Aleksandr Stepanovič Kaminskij
Aleksandr Stepanovič Kaminskij (in russo Александр Степанович Каминский?; 10 dicembre 1829 – Mosca, 17 dicembre 1897) è stato un architetto russo, attivo a Mosca e nei dintorni.
Tra i più prolifici e riconosciuti architetti degli anni Sessanta, Settanta e Ottanta dell'Ottocento, Kaminskij fu un convinto eclettico, esponente del bizantino-russo, del neogotico e dell'architettura neorinascimentale. È famoso principalmente per la progettazione della galleria commerciale detta Tret'jakovskij proezd nel quartiere di Kitaj-gorod, a Mosca, e della cattedrale del monastero di Nikolo-Ugreš, ora Dzeržinskij.

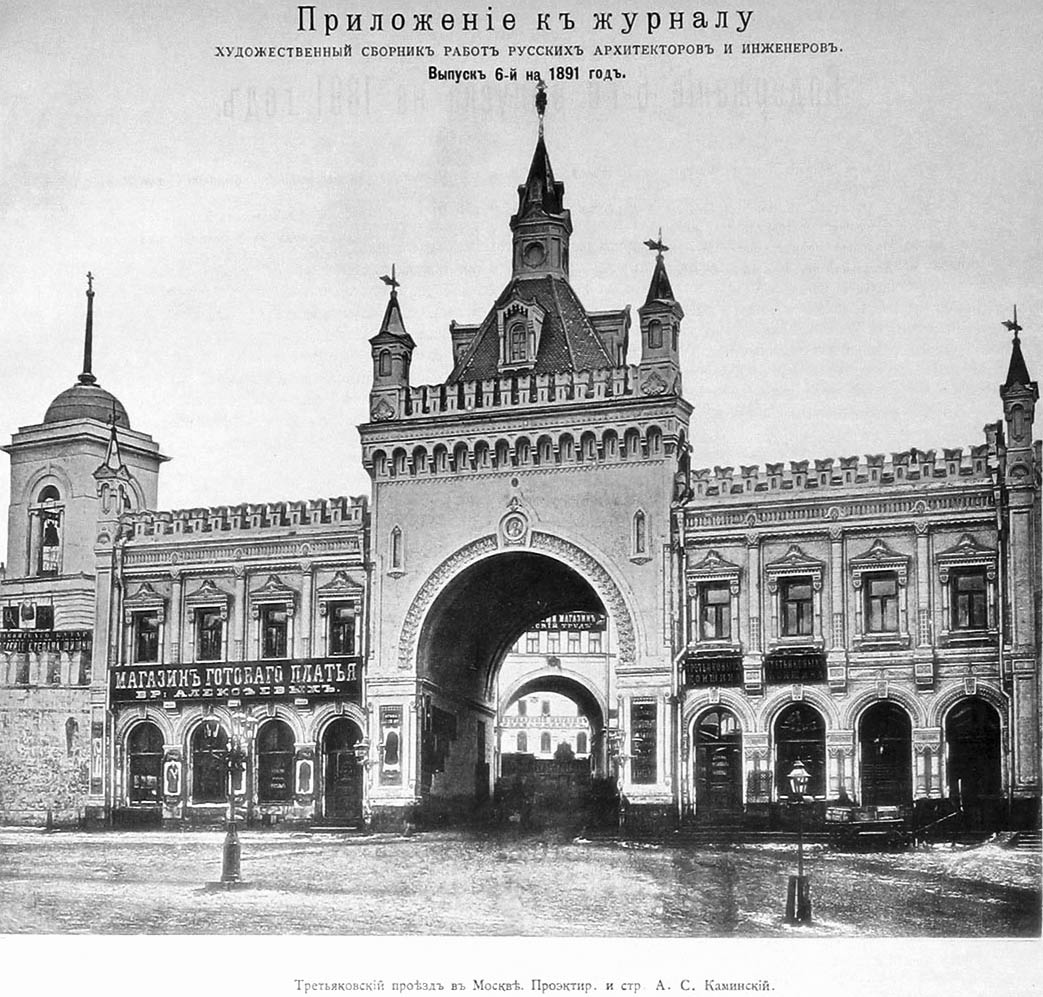
La Tret'jakovskij proezd, immagine tratta dalla rivista di Kaminskij, 1891.

## Biografia
Kaminskij nacque in una famiglia nobile del governatorato di Kiev. Durante il periodo 1848-1857 studiò architettura sotto Konstantin Thon all'Accademia Russa di Belle Arti di San Pietroburgo; nel frattempo, il fratello di Aleksandr, Iosif Kaminskij, coordinava a Mosca per conto di Thon la costruzione della Cattedrale di Cristo Salvatore. Aleksandr funse da intermediario tra Thon, di stanza a San Pietroburgo, e le squadre di Mosca, facendo così le sue prime esperienze pratiche.
Nel 1857, Kaminskij vinse un tour post laurea dell'Europa finanziato dallo stato: il viaggio si protrasse fino al 1861. A Parigi incontrò Pavel Michajlovič Tret'jakov, giovane rampollo di un'influente famiglia di affaristi moscoviti appassionato collezionista d'arte. Una volta tornato a Mosca, l'amicizia con i Tret'jakov si trasformò nelle sue prime commesse di lavoro. Nel 1862, Kaminskij sposò Sof'ja, la sorella di Pavel Tret'jakov; divenne l'architetto di famiglia fino alla fine della sua carriera.
Dal 1867, Kaminskij divenne però anche progettista di case per la Società Mercantile Moscovita, un ambizioso consorzio di possidenti che puntò sullo sviluppo del territorio di Kitaj-gorod e Via Neglinnaja. I suoi lavori più famosi per la Società Mercantile furono proprio gli uffici della Società stessa in via Neglinnaja e la ricostruzione del Palazzo del Cambio in Via Il'inka. La ricostruzione di edifici storici divenne attività comune per Kaminskij, ma si distinse anche nella progettazione di tradizionali e spaziose dimore urbane - come Casa Četverikov in Corso Kolpačnyj e Casa Karataeva-Morozova in Corso Leont'evskij - ed edifici pubblici. Kaminskij fu architettonicamente un vero eclettico, senza mai propendere verso un univoco lessico stilistico: come Thon, lo stile dell'edificio da progettare dipendeva dalla funzione dell'edificio e dalla disponibilità economica della committenza.
Per circa trent'anni, Kaminskij insegnò alla Scuola Moscovita di Pittura, Scultura e Architettura (in russo Московское училище живописи, ваяния и зодчества? e seguì la carriera di giovani architetti nel proprio studio. Tra i suoi allievi si ricordano Fëdor Osipovič Šechtel', Ivan Pavlovič Maškov, Il'ja Evgrafovič Bondarenko, Maksim Karlovič Geppener (o Max Hoeppener).
La carriera da architetto venne bruscamente interrotta nel 1888, quando un edificio da lui progettato in Kuzneckij Most, a Mosca, crollò. Kaminskij fu giudicato colpevole di negligenza e condannato a sei settimane di carcere. L'agonia professionale si trascinò ancora per cinque anni: per salvare la propria reputazione, fondò e distribuì una rivista in russo Художественный сборник работ русских архитекторов и инженеров?, anni 1890-1892) di promozione delle proprie opere; fallì infine un ulteriore tentativo di ritorno nel mondo degli affari, perse il lavoro alla Società Mercantile e morì nel 1897. Il suo ultimo lavoro, una chiesa a Sarov, fu completato solo nel 1903.

## Galleria d'immagini
Esistenti:

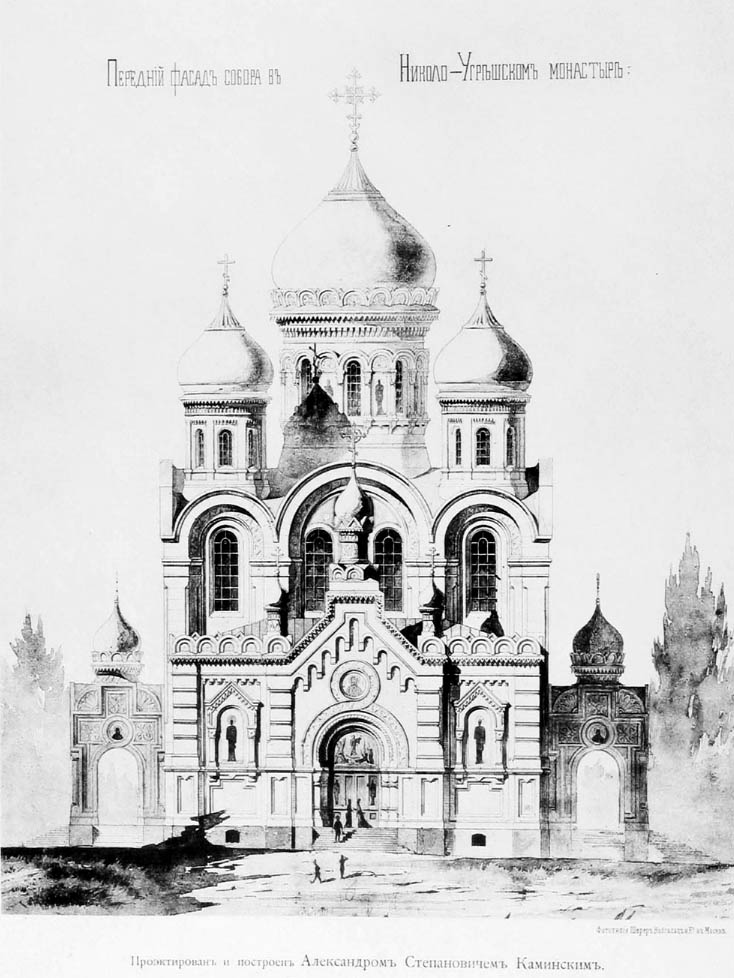
Cattedrale di Nikolo-Ugreš
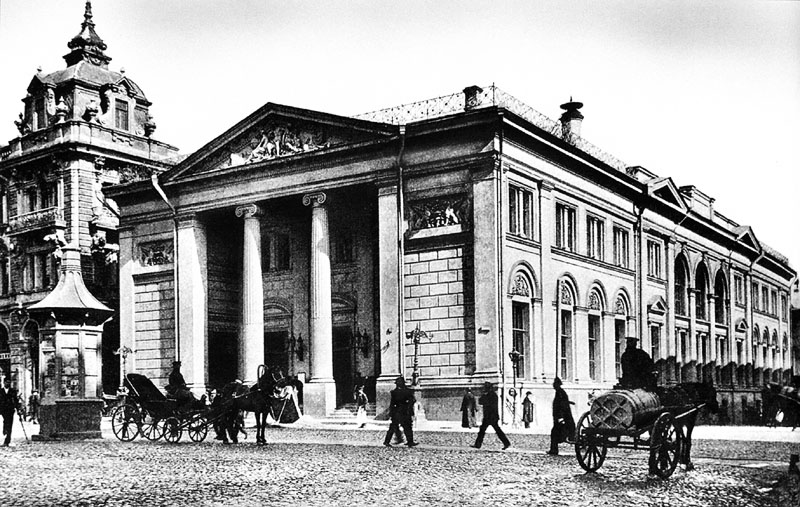
Exchange in Kitaj-gorod
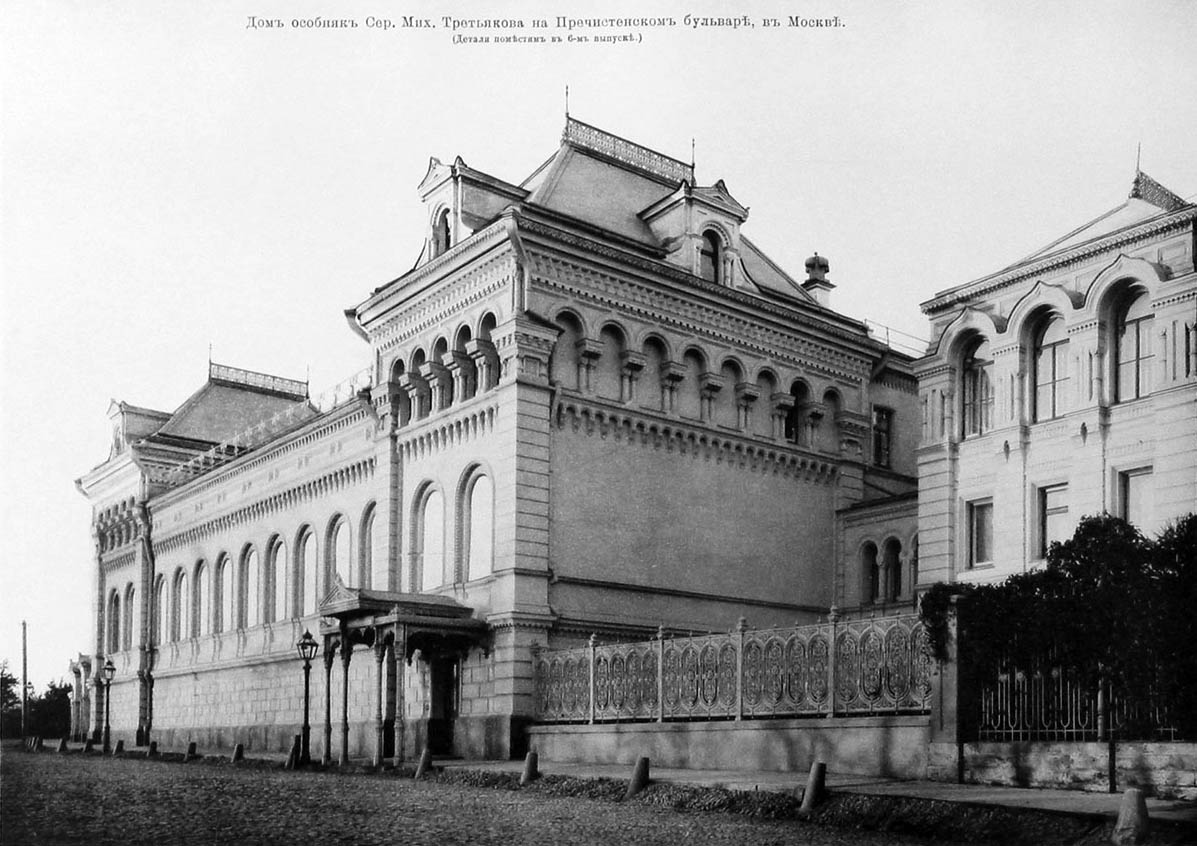
Casa di Tret'jakov in Gogol Boulevard
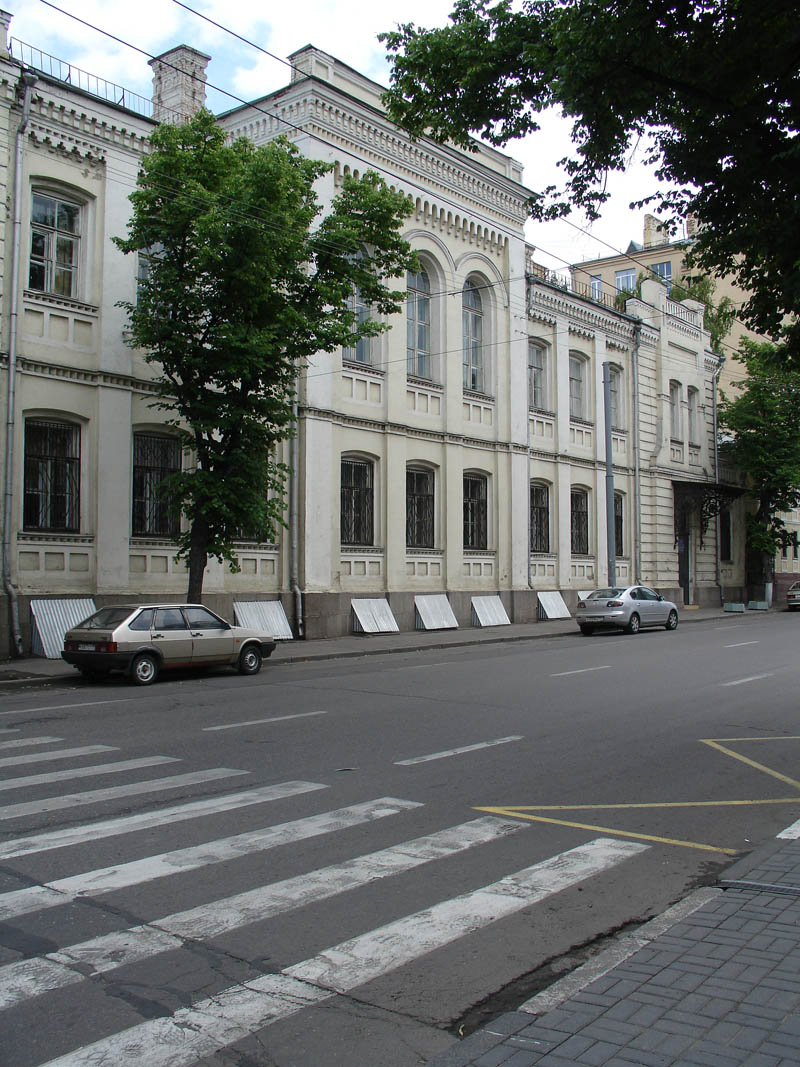
Collegio, Via Bol'šaja Ordynka

Distrutti:

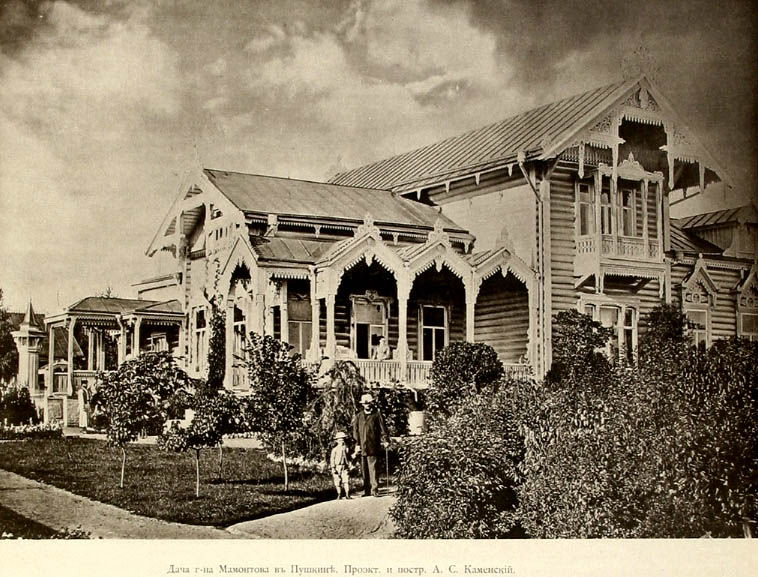
Casa Mamonov
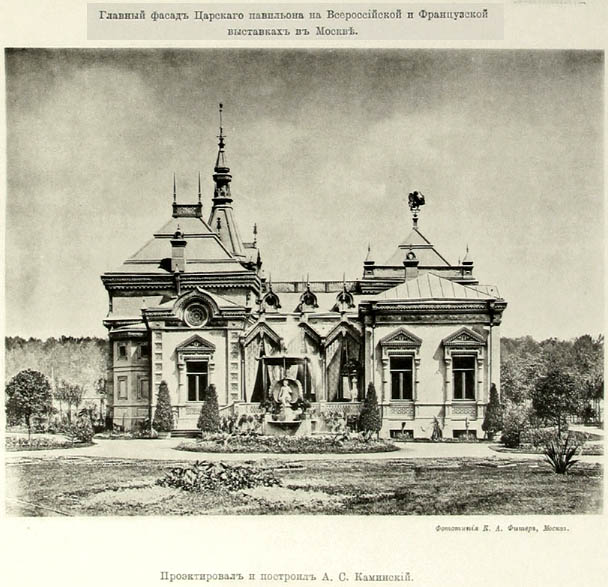
Padiglione Reale, Mosca
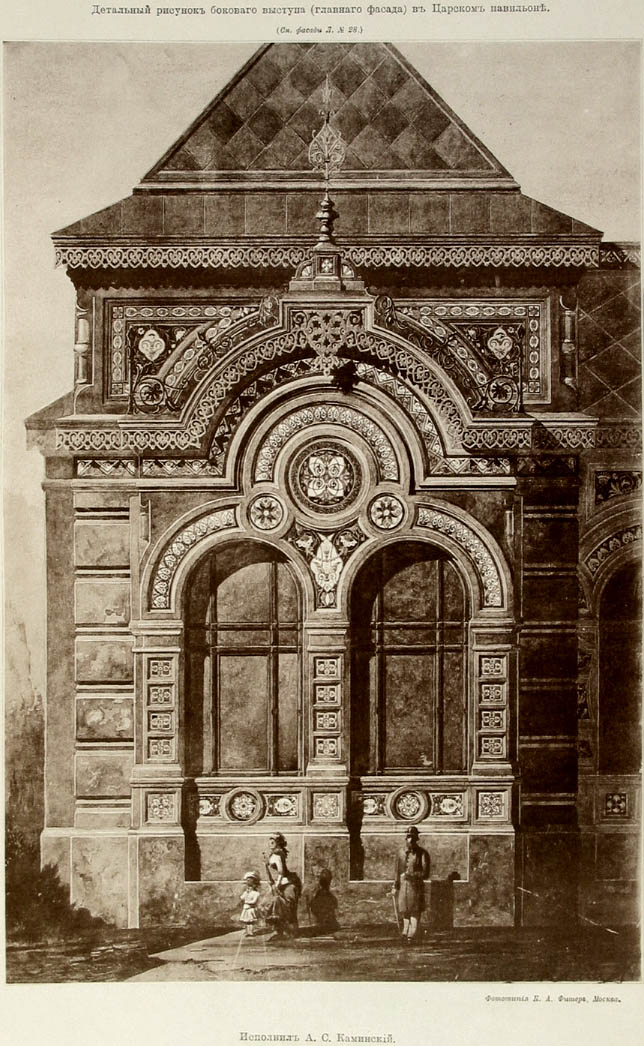
Padiglione Reale, Mosca
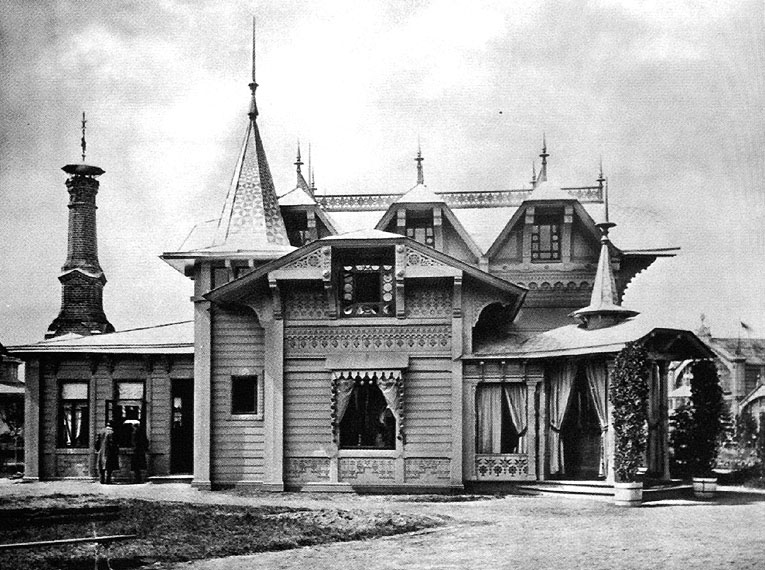
Padiglione per mostre (completato da Il'ja Bondarenko)

Interni:

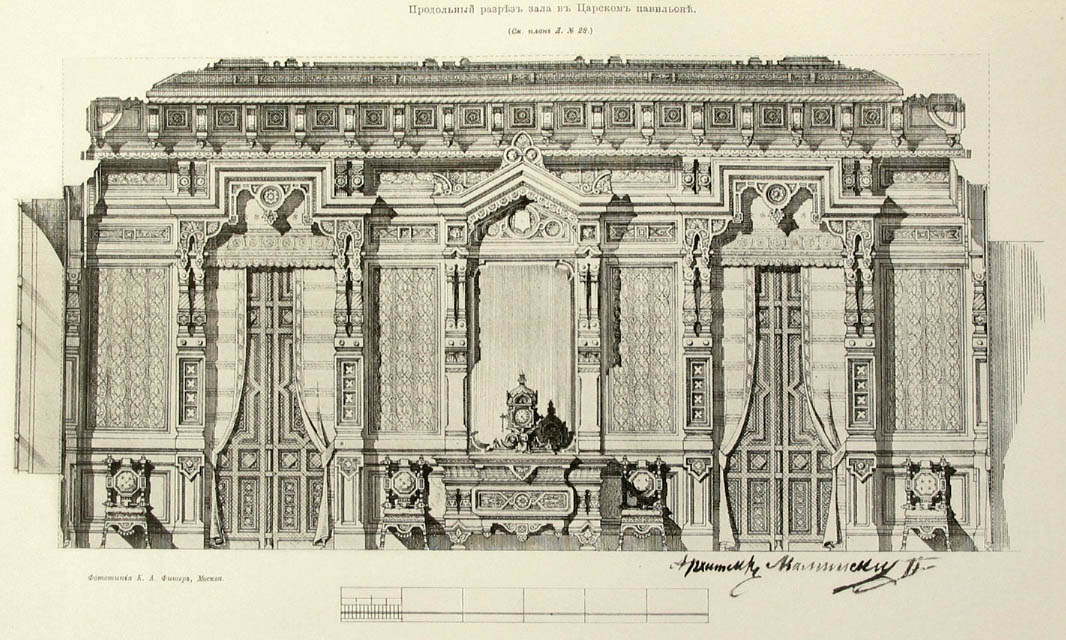
Padiglione Reale, Mosca
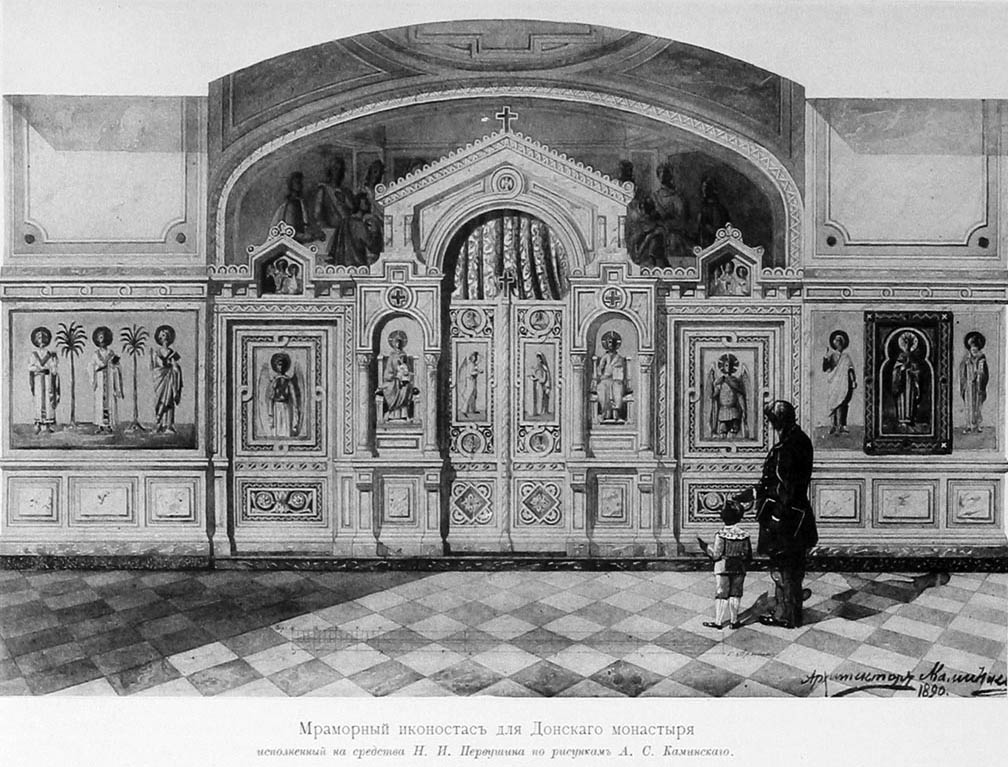
Iconostasis, Monastero di Donskoj
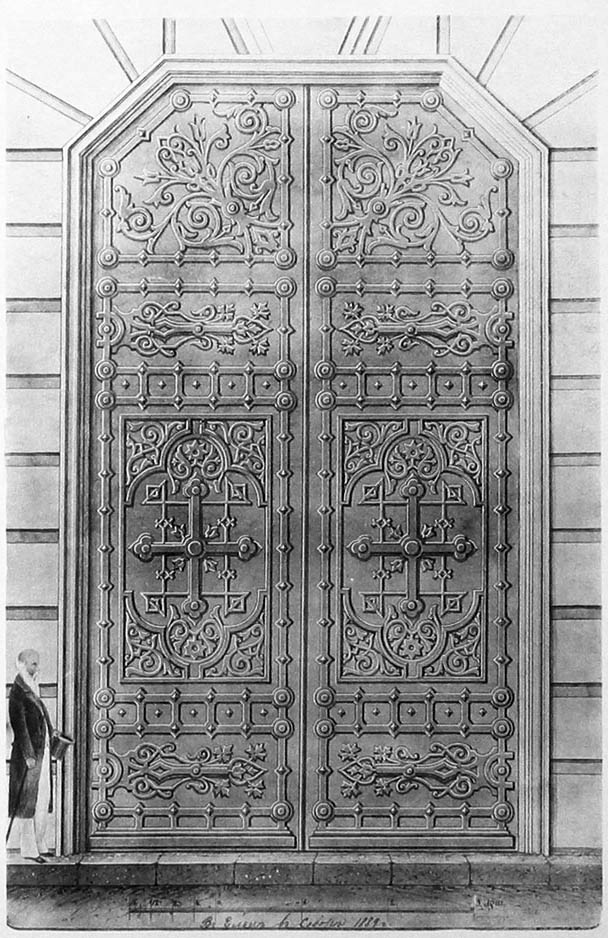
Porte della Cattedrale di Elec
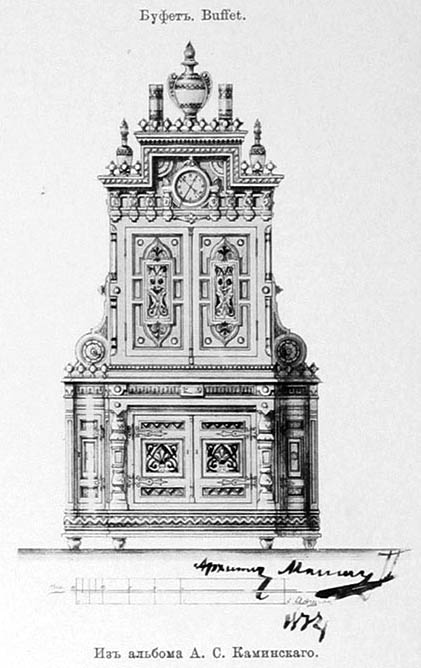
Disegno per arredi